# Крушевские
Крушевские (пол. Kategoria:Kruszewscy herbu Abdank‎)— польский дворянский род герба Абданк, восходящий к началу XV века.

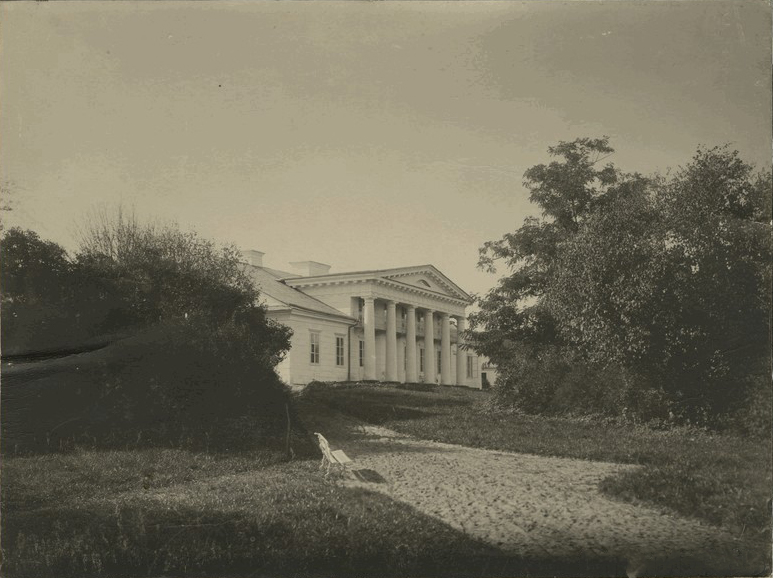
Дворец Крушевских, 1900-е годы.

Был внесён в VI часть родословной книги Виленской, Волынской, Гродненской, Могилевской губерний и в родословные книги дворян Царства Польского.
Представителем рода был Миколай Хабданк Крушевский (Николай Вячеславович Крушевский), выдающийся польско-русский лингвист.
Усадьба Крушевских в XVIII—XIX вв. находилась в местечке Лейпуны (ныне Лейпалингис)  